# Peter Haase
Peter Haase (ur. 23 stycznia 1943 w Arnsdorfie) – niemiecki lekkoatleta, sprinter. W czasie swojej kariery reprezentował Niemiecką Republikę Demokratyczną.

## Kariera sportowa
Zajął 3. miejsce w sztafecie 4 × 100 metrów finale pucharu Europy w 1967 w Kijowie.
Na  igrzyskach olimpijskich w 1968 w Meksyku startował w sztafecie 4 × 100 metrów, która w składzie: Heinz Erbstößer, Hartmut Schelter, Haase i Harald Eggers zajęła w finale 5. miejsce. Dwukrotnie poprawiała wówczas rekord Europy na tym dystansie (czasami 38,9 s i 38,7 s), lecz w finale utraciła go na rzecz sztafety z Francji.
Haase zajął 7. miejsce w finale biegu na 100 metrów oraz 5. miejsce w sztafecie 4 × 100 metrów (w składzie: Günter Gollos, Haase, Hermann Burde i Hans-Jürgen Bombach) na mistrzostwach Europy w 1969 w Atenach.
Był brązowym medalistą mistrzostw NRD w biegu na 100 metrów w 1969, wicemistrzem w sztafecie 4 × 100 metrów w latach 1963 i 1965–1967, a także mistrzem w 1967 i wicemistrzem w 1966 w sztafecie 4 × 200 metrów. W hali był brązowym medalistą w biegu na 55 metrów w 1970.
Trzykrotnie poprawiał rekord NRD w sztafecie 4 × 100 metrów do wyniku 38,66 s,  uzyskanego19 października 1968 w Meksyku).
Jego rekord życiowy w biegu na 100 metrów wynosił 10,2 s, ustanowiony 27 lipca 1969 w Lipsku.